# Grand Prix Formule 1 van Qatar
De Grand Prix van Qatar is een Formule 1-race die voor het eerst in 2021 op het Losail International Circuit wordt verreden. Vanaf 2023 heeft de Grand Prix van Qatar een 10-jarig contract met de Formule 1, waar op een nog te bouwen circuit zal worden geracet.

## Winnaars van de Grands Prix
| Jaar | Coureur                   | Constructeur               | Locatie                   | Verslag                   |
| ---- | ------------------------- | -------------------------- | ------------------------- | ------------------------- |
| 2024 | Max Verstappen            | Red Bull Racing-Honda RBPT | Lusail                    | Verslag                   |
| 2023 | Max Verstappen            | Red Bull Racing-Honda RBPT | Lusail                    | Verslag                   |
| 2022 | Grand Prix niet verreden. | Grand Prix niet verreden.  | Grand Prix niet verreden. | Grand Prix niet verreden. |
| 2021 | Lewis Hamilton            | Mercedes                   | Lusail                    | Verslag                   |

## Winnaars van de Sprint
| Jaar | Coureur       | Constructeur     | Locatie | Verslag |
| ---- | ------------- | ---------------- | ------- | ------- |
| 2024 | Oscar Piastri | McLaren-Mercedes | Lusail  | Verslag |
| 2023 | Oscar Piastri | McLaren-Mercedes | Lusail  | Verslag |

2021 · 2023 · 2024 · 2025 · 2026 · 2027 · 2028 · 2029 · 2030 · 2031 · 2032